# Elizabeth Despenser
Elizabeth Despenser (auch Elizabeth Arundel, FitzAlan oder Zouche; † 10. oder 11. April 1408) war eine englische Adlige.
Elizabeth Despenser war eine Tochter von Edward le Despenser, 1. Baron le Despenser und von Elizabeth Burghersh. In erster Ehe heiratete sie vor 1385 John Arundel, 2. Baron Arundel, einen Sohn von John Arundel, 1. Baron Arundel und von Eleanor Maltravers, 2. Baroness Maltravers. Nach dem Tod ihres Ehemanns 1390 heiratete sie nach dem 28. April 1393 William Zouche, 3. Baron Zouche of Haryngworth, einen Sohn von William Zouche, 2. Baron Zouche of Haryngworth und Elizabeth de Ros. Er starb 1396.
In ihrem am 4. April 1408 aufgesetzten Testament wünschte sie, in Tewkesbury Abbey, wo zahlreiche ihrer Vorfahren beigesetzt worden waren, bestattet zu werden.

## Nachfahren
Aus ihrer Ehe mit John Arundel hatte sie mindestens einen Sohn:
- John Arundel (1385–1421)

John erbte 1390 von seinem Vater den Titel Baron Arundel, 1405 von seiner Großmutter den Titel Baron Maltravers und 1415 von seinem Cousin Thomas Fitzalan, 12. Earl of Arundel den Anspruch auf den Titel Earl of Arundel.